# Leichtathletik-Länderkampf der Männer 1941 Rumänien – Deutschland
| 2. Leichtathletik-Länderkampf mit deutscher Beteiligung 1941 | 2. Leichtathletik-Länderkampf mit deutscher Beteiligung 1941 |               |
| ------------------------------------------------------------ | ------------------------------------------------------------ | ------------- |
|                                                              |                                                              |               |
| Ländervergleich der Männer: Rumänien – Deutschland           |                                                              |               |
| Austragungsort                                               | Bukarest                                                     |               |
| Wettbewerbe                                                  | 17                                                           |               |
| Datum                                                        | 21./22. Juni                                                 |               |
| 1. GER 2. ROU                                                | 100 Punkte 063 Punkte                                        |               |
| Chronik                                                      |                                                              |               |
| ← GER-SWE Gehen (M)                                          | ITA-GER (M) →                                                | ITA-GER (M) → |

Der zweite Vergleich des Länderkampfjahres 1941 brachte den deutschen Leichtathleten mit Rumänien den letzten Premierengegner vor der Einstellung der Leichtathletik-Länderkampftätigkeit, die wegen des Zweiten Weltkriegs nach 1942 Wirklichkeit wurde und bis einschließlich 1950 Bestand hatte. Die Begegnung mit Rumänien wurde am 21./22. Juni in der rumänischen Hauptstadt Bukarest ausgetragen.

## Wettbewerbe und Modus
Mit siebzehn Wettbewerben standen so viele Wettbewerbe auf dem Programm, dass die Veranstaltung auf zwei Tage verteilt stattfand. Gewertet wurde in den Einzeldisziplinen umgekehrt ausgerichtet an der Platzierung, das heißt Pl. 1: 4 P, Pl. 2: 3 P, …, Pl. 4: 1 P. In den Staffeln wurden fünf zu drei Punkte vergeben.

## Ergebnis
Außer dem Kugelstoßen und der 4-mal-100-Meter-Staffel, in der Deutschland disqualifiziert wurde, entschieden die deutschen Leichtathleten alle Wettbewerbe für sich. So kam Deutschland mit 100 zu 63 Punkten zu einem klaren Sieg.

## Legende
Kurze Übersicht zur Bedeutung der Symbolik – so üblicherweise auch in sonstigen Veröffentlichungen verwendet:
| DSQ | disqualifiziert |

## Resultate

### 100 m
| Platz | Athlet        | Land | Zeit (s) |
| ----- | ------------- | ---- | -------- |
| 1     | Willi Bönecke | GER  | 10,7     |
| 2     | Ion Moina     | ROU  | 10,8     |
| 3     | Rudolf Harbig | GER  | 11,0     |
| 4     | Zenide        | ROU  | 11,1     |

Datum: 21. Juni

### 200 m
| Platz | Athlet        | Land | Zeit (s) |
| ----- | ------------- | ---- | -------- |
| 1     | Georg Müller  | GER  | 22,3     |
| 2     | Willi Bönecke | GER  | 22,5     |
| 3     | Zenide        | ROU  | 23,0     |
| 4     | Ion Liess     | ROU  | 23,5     |

Datum: 22. Juni

### 400 m
| Platz | Athlet        | Land | Zeit (s) |
| ----- | ------------- | ---- | -------- |
| 1     | Rudolf Harbig | GER  | 49,4     |
| 2     | Karl Fehrmann | GER  | 50,4     |
| 3     | Ion Liess     | ROU  | 52,8     |
| 4     | Virgil Ludu   | ROU  | 53,5     |

Datum: 21. Juni

### 800 m
| Platz | Athlet           | Land | Zeit (min) |
| ----- | ---------------- | ---- | ---------- |
| 1     | Ludwig Kaindl    | GER  | 1:58,1     |
| 2     | Harry Mehlhose   | GER  | 1:59,0     |
| 3     | Dumitru Talmaciu | ROU  | 1:59,3     |
| 4     | Lissay           | ROU  | 2:05,0     |

Datum: 22. Juni

### 1500 m
| Platz | Athlet            | Land | Zeit (min) |
| ----- | ----------------- | ---- | ---------- |
| 1     | Rolf Seidenschnur | GER  | 4:03,0     |
| 2     | Hans Raff         | GER  | 4:04,5     |
| 3     | Dumitru Talmaciu  | ROU  | 4:10,6     |
| 4     | Dinu Cristea      | ROU  | 4:16,0     |

Datum: 21. Juni

### 5000 m
| Platz | Athlet        | Land | Zeit (min) |
| ----- | ------------- | ---- | ---------- |
| 1     | Wilhelm Adams | GER  | 15:06,5    |
| 2     | Otto Eitel    | GER  | 15:11,1    |
| 3     | Dinu Cristea  | ROU  | 15:18,2    |
| 4     | Radu Jonitza  | ROU  | 16:36,8    |

Datum: 22. Juni

### 110 m Hürden
| Platz | Athlet          | Land | Zeit (s) |
| ----- | --------------- | ---- | -------- |
| 1     | Hans Zepernick  | GER  | 15,8     |
| 2     | Alecu Stelorian | ROU  | 16,4     |
| 3     | Negru           | ROU  | 16,5     |
| 4     | Rudolf Glötzner | GER  | 17,0     |

Datum: 21. Juni

### 4 × 100 m Staffel
| Platz | Besetzung       | Land                                                   | Zeit (s) |
| ----- | --------------- | ------------------------------------------------------ | -------- |
| 1     | Rumänien        |                                                        | 43,6     |
| DSQ   | Deutsches Reich | Rudolf Harbig Georg Müller Karl Fehrmann Willi Bönecke |          |

Datum: 21. Juni

### 4 × 400 m Staffel
| Platz | Besetzung       | Land                                                   | Zeit (min) |
| ----- | --------------- | ------------------------------------------------------ | ---------- |
| 1     | Deutsches Reich | Dieter Giesen Georg Müller Karl Fehrmann Rudolf Harbig | 3:23,5     |
| 2     | Rumänien        |                                                        | 3:36,4     |

Datum: 22. Juni

### Hochsprung
| Platz | Athlet            | Land | Höhe (m) |
| ----- | ----------------- | ---- | -------- |
| 1     | Horst Schlegel    | GER  | 1,75     |
| 2     | Trufaschila       | ROU  | 1,75     |
| 3     | Fritz Flachberger | GER  | 1,70     |
| 4     | Geza Yost         | ROU  | 1,65     |

Datum: 21. Juni

### Stabhochsprung
| Platz | Athlet            | Land | Höhe (m) |
| ----- | ----------------- | ---- | -------- |
| 1     | Josef Haunzwickel | GER  | 4,00     |
| 2     | Rudotf Glötzner   | GER  | 3,90     |
| 3     | Clement Baciu     | ROU  | 3,40     |
| 4     | Zeno Dragomir     | ROU  | 3,40     |

Datum: 22. Juni

### Weitsprung
| Platz | Athlet                | Land | Weite (m) |
| ----- | --------------------- | ---- | --------- |
| 1     | Gerd Luther           | GER  | 7,05      |
| 2     | Kurt Albert           | GER  | 6,78      |
| 3     | Jobescu-Crum          | ROU  | 6,59      |
| 4     | Pompiliu Stoichițescu | ROU  | 6,42      |

Datum: 22. Juni

### Dreisprung
| Platz | Athlet              | Land | Weite (m) |
| ----- | ------------------- | ---- | --------- |
| 1     | Hans Mähnert        | GER  | 14,42     |
| 2     | Ferdinand Calistrat | ROU  | 14,32     |
| 3     | Iosif Müller        | ROU  | 13,72     |
| 4     | Franz Bucher        | GER  | 13,05     |

Datum: 21. Juni

### Kugelstoßen
| Platz | Athlet           | Land | Weite (m) |
| ----- | ---------------- | ---- | --------- |
| 1     | Nicolae Gurău    | ROU  | 14,62     |
| 2     | Walter Schullery | ROU  | 14,58     |
| 3     | Erwin Blask      | GER  | 14,05     |
| 4     | Johann Wotapek   | GER  | 13,92     |

Datum: 21. Juni

### Diskuswurf
| Platz | Athlet           | Land | Weite (m) |
| ----- | ---------------- | ---- | --------- |
| 1     | Johann Wotapek   | GER  | 47,19     |
| 2     | Erwin Blask      | GER  | 44,60     |
| 3     | Petre Havaletz   | ROU  | 43,64     |
| 4     | Walter Schullery | ROU  | 42,98     |

Datum: 22. Juni

### Hammerwurf
| Platz | Athlet        | Land | Weite (m) |
| ----- | ------------- | ---- | --------- |
| 1     | Erwin Blask   | GER  | 53,28     |
| 2     | Karl Storch   | GER  | 52,81     |
| 3     | Capona        | ROU  | 41,18     |
| 4     | Iosif Forgaci | ROU  | 38,77     |

Datum: 21. Juni

### Speerwurf
| Platz | Athlet            | Land | Weite (m) |
| ----- | ----------------- | ---- | --------- |
| 1     | Paul Wenzel       | GER  | 65,92     |
| 2     | Franz Bucher      | GER  | 55,31     |
| 3     | Martin Hauslanden | ROU  | 53,48     |
| 4     | Constantin Vamanu | ROU  | 47,01     |

Datum: 22. Juni